# اسپارتاک (شهرستان موسکوا)
اسپارتاک (به لاتین: Spartak) یک روستا در قرقیزستان است که در شهرستان مسکوفسکی، قرقیزستان واقع شده‌است. اسپارتاک ۱٬۲۱۷ نفر جمعیت دارد و ۶۱۵ متر بالاتر از سطح دریا واقع شده‌است.